# Virginia Slims of Chicago 1971 - Singolare
Il singolare del torneo di tennis Virginia Slims of Chicago 1971, facente parte del Virginia Slims Circuit 1971, ha avuto come vincitrice Françoise Dürr che ha battuto in finale Billie Jean King con il punteggio di 6–4, 4–6, 6–1.

## Tabellone

### Legenda
| - Q = Qualificato - WC = Wild card - LL = Lucky loser | - ALT = Alternate - SE = Special Exempt - PR = Protected Ranking | - w/o = Walkover - r = Ritirato - d = Squalificato |

|  | Primo turno      | Primo turno      | Primo turno      | Primo turno      | Primo turno |  |  | Semifinali       | Semifinali       | Semifinali       | Semifinali     | Semifinali |   |   | Finale           | Finale           | Finale | Finale | Finale |  |
|  |                  |                  |                  |                  |             |  |  |                  |                  |                  |                |            |   |   |                  |                  |        |        |        |  |
|  | Billie Jean King | Billie Jean King | Billie Jean King | 7                | 6           |  |  |                  |                  |                  |                |            |   |   |                  |                  |        |        |        |  |
|  | Lesley Hunt      | Lesley Hunt      | Lesley Hunt      | 6                | 2           |  |  | Billie Jean King | Billie Jean King | Billie Jean King | 7              | 6          |   |   |                  |                  |        |        |        |  |
|  | Nancy Richey     | Nancy Richey     | Nancy Richey     | Nancy Richey     | W-O         |  |  | Nancy Richey     | Nancy Richey     | Nancy Richey     | 5              | 1          |   |   |                  |                  |        |        |        |  |
|  | Betty Ann Hansen | Betty Ann Hansen | Betty Ann Hansen | Betty Ann Hansen |             |  |  |                  |                  |                  |                |            |   |   | Billie Jean King | Billie Jean King | 4      | 6      | 1      |  |
|  | Françoise Dürr   | Françoise Dürr   | 6                | 6                | 6           |  |  |                  |                  | Françoise Dürr   | Françoise Dürr | 6          | 4 | 6 |                  |                  |        |        |        |  |
|  | Judy Tegart      | Judy Tegart      | 7                | 2                | 4           |  |  | Françoise Dürr   | Françoise Dürr   | Françoise Dürr   | 6              | 6          |   |   |                  |                  |        |        |        |  |
|  | Rosie Casals     | Rosie Casals     | 6                | 6                | 6           |  |  | Rosie Casals     | Rosie Casals     | Rosie Casals     | 2              | 3          |   |   |                  |                  |        |        |        |  |
|  | Linda Tuero      | Linda Tuero      | 4                | 7                | 1           |  |  |                  |                  |                  |                |            |   |   |                  |                  |        |        |        |  |